# Amblypsilopus medvedevi
Amblypsilopus medvedevi är en tvåvingeart som beskrevs av Grichanov 1996. Amblypsilopus medvedevi ingår i släktet Amblypsilopus och familjen styltflugor. Inga underarter finns listade i Catalogue of Life.